# Florian Bahr
Florian Joseph Bahr (chinesisch 魏繼晉 / 魏继晋, Pinyin Wèi Jìjìn; * 16. August 1706 in Falkenberg in Oberschlesien; † 7. Juni 1771 in Peking) war ein deutscher Jesuit und Missionar.

## Leben
Der schlesische Organistensohn studierte zunächst Philosophie in Brünn. Am 9. Oktober 1726 trat er in den Jesuitenorden ein und unterrichtete zunächst Latein am Jesuitenkolleg in Liegnitz. 1736 nahm er ein Theologiestudium an der Universität Olmütz auf.
Gemeinsam mit anderen Ordensbrüdern schiffte sich Bahr 1736 als Missionar nach China ein, wo er 1739 ankam. Am Hof von Kaiser Qianlong wurde ihm das Amt eines Musiklehrers für die kaiserlichen Prinzen übertragen.
Da der Jesuit seine Aufgabe jedoch in der Missionierung der Heiden sah und nicht im „Laute- und Geigespielen“, war er dankbar, als er krankheitsbedingt des Postens enthoben wurde und in die Missions- und Pfarrstation St. Joseph in Baoxixian entsandt wurde. Dort stand er in intensivem Briefkontakt mit der Gräfin Maria Theresia von Fugger (1690–1762), der heute als aufschlussreiches missionsgeschichtliches Dokument gilt.
1748 kehrte Florian Bahr nach Peking zurück, wo er am Jesuitenkolleg seelsorgerlich wie wissenschaftlich arbeitete. Dort wirkte er insbesondere an dem von Kaiser Qianlong in Auftrag gegebenen fünfsprachigen Wörterbuch mit, das die Übersetzung zwischen dem Chinesischen und den westlichen Sprachen Deutsch, Französisch, Italienisch und Portugiesisch ermöglichen sollte. Auch schrieb er an einer 1758 in Augsburg verlegten Streitschrift, in der er die Jesuitische Chinamission gegen Kritiker wie den Professor Johann Lorenz von Mosheim verteidigte.
1755 wurde Bahr Rektor des Kollegs, 1762 Visitator und 1768 schließlich Provinzial der Ostasiatischen Ordensprovinzen. Von der nach dem endgültigen Verbot der Akkommodation (Ritenstreit) durch Papst Benedikt XIV. 1744 festzustellenden Bekämpfung der christlichen Missionare blieb Bahr, ähnlich wie andere führende Hofjesuiten, weitgehend unberührt.